# Бо Діддлі
Еллас Макденієл (Ellas Otha Bates McDaniel), відоміший за своїм сценічним псевдонімом — Бо Діддлі (Bo Diddley, 30 грудня 1928 — 2 червня, 2008) — американський музикант, співак, скрипаль і гітарист, що працював у напрямках електричного блюзу, рок-н-ролу i ритм-енд-блюзу. Внесок Бо Дідлі у розвиток рок-н-ролу вельми помітний — саме він визначив роль ритмічної секції у рок-н-ролі. Від нього походять більшість ритмічних схем, що використовуються до сьогодення. Його гітарна техніка також випередила свою епоху. Він використовував виготовлені на замовлення гітари з прямокутним резонансовим корпусом. Звук гітари із потужним підсиленням випередив звучання на десять років пізнішого Джиммі Хендрікса.
Серед найвідоміших хітів Бо Діддлі — «Who Do You Love», «I'm A Man», а також його перший хіт, випущений 1955 року,— «Bo Diddley».
1987 року ім'я Бо Діддлі було занесене до Зали слави рок-н-ролу
.

## Біографія
Помер у червні 2008 від серцевого нападу в своєму будинку у Флориді.

## Дискографія
| - Bo Diddley (1958) - Go Bo Diddley (1959) - Have Guitar-Will Travel (1960) - Bo Diddley In The Spotlight (1960) - Bo Diddley Is A Gunslinger (1960) - Bo Diddley Is A Lover (1961) - Bo Diddley's A Twister (1962) - Bo Diddley (1962) - Bo Diddley & Company (1962) - Surfin' with Bo Diddley (1963) - Bo Diddley's Beach Party (1963) - Bo Diddley's 16 All-Time Greatest Hits (1964) - Two Great Guitars (разом з Чаком Беррі) (1964) - Hey Good Lookin' (1965) - 500% More Man (1965) - The Originator (1966) - Super Blues (з Мадді Вотерсом i Літтл Волтером) (1967) - The Super Super Blues Band (з Мадді Вотерсом i Хауліном Вульфом) (1968) | - The Black Gladiator (1970) - Another Dimension (1971) - Where It All Began (1972) - Got My Own Bag of Tricks (1972) - The London Bo Diddley Sessions (1973) - Big Bad Bo (1974) - 20th Anniversary of Rock & Roll (1976) - I'm A Man (1977) - Ain't It Good To Be Free (1983) - Bo Diddley & Co - Live (1985) - Hey...Bo Diddley in Conce rt (1986) - Breakin' Through The BS (1989) - Living Legend (1989) - Rare & Well Done (1991) - Live At The Ritz (1992) - This Should Not Be (1993) - Promises (1994) - A Man Amongst Men (1996) - Moochas Gracias (2002) |